# نو اصولگرایی
اولین بار محمدباقر قالیباف پس از انتخابات ۹۶ ریاست جمهوری موضوع نو اصولگرایی را مطرح کرده‌است و در نامه‌ای با اشاره به اینکه به این باور رسیدم که «تغییرِ اساسی در نحوه کنشِ جریانِ اصول‌گرایی» یکی از مطالباتِ اصلیِ امروزِ شما جوانانِ مؤمن و دلسوزِ انقلاب و کشور است، تأکید کرد که اصول‌گرایی باید با حفظِ مبانی و ارزش‌هایِ انقلابیِ جمهوریِ اسلامی، حرکت در راستایِ «نواصولگرایی» را هرچه زودتر آغاز کند: به این باور رسیدم که «تغییرِ اساسی در نحوه کنشِ جریانِ اصول‌گرایی» یکی از مطالباتِ اصلیِ امروزِ شما جوانانِ مؤمن و دلسوزِ انقلاب و کشور است. امروز دیگر روشن است که اصول‌گرایی باید با حفظِ مبانی و ارزش‌هایِ انقلابیِ جمهوریِ اسلامی، در نگرش و شیوه سیاست‌ورزی خود متحوّل شود و با گفتمان و چهره‌هایی نو، حرکت در راستایِ «نواصول‌گرایی» را هرچه زودتر آغاز کند.

## واکنش‌ها
- امیر محبیان روزنامه نگار تعریف قابل تایید از نواصولگرایی را اینگونه تشریح نمود: لازمه پاسخگویی به مطالبات و نیازهای جدید جامعه تعریف جدیدی برمبنای نیازهای روز با توجه به حفظ آرمان ها است اما از سوی دیگر نواصولگرایی می تواند اینگونه معنا شود که ما به طور کامل از ارزش های اصولگرایی عبور کنیم و به دنبال ایجاد طرح جدیدی از گفتمان اصولگرایی باشیم که این موضوع نیازمند نگاه تجدید نظر طلبی است که این موضوع را به طور بنیادین مورد توجه و تغییرات قرار دهد که البته جای بحث فراوان دارد و نیازمند سازوکارهای است که دراین بحث مجال پرداختن به آن نیست.[۲]
- محمدنبی حبیبی دبیرکل حزب موتلفه اسلامی از احزاب سنتی جناح راست در گفت وگو با روزنامه اعتماد گفت: اگر مقصود آقای قالیباف از نواصولگرایی تغییر در اصول باشد، مطلقاً آن را قبول ندارم… من کلمه نواصولگرایی را نه به کار برده‌ام نه قبول دارم. این اصطلاحی است که آقای قالیباف به کار برده‌است. البته لابد تعریفی از این موضوع دارند اما من تحول در اصولگرایی را در اصول یک موضوع غیراصولگرایانه می‌دانم اما تحول در روش‌ها را لازم تلقی می‌کنم.[۳]
- سایت الف دربارهٔ طرح مسئله نواصولگرایی نوشته‌است: قالیباف فهمیده‌است که نمی‌توان نیاز طبقه متوسط امروز را نادیده گرفت و همزمان ارزشهای انقلاب اسلامی را نیز حفظ کرد. از این رو لُبّ پیام نواصولگرایی را می‌توان در باز تعریف سازمان رای اصولگرایی تحلیل کرد. همان گرهی که تجزیه و تحلیل آن می‌تواند ریشه ناکامی‌های اخیر اصولگرایان را درمان کند.[۴]
- عصر ایران نوشت: اصولگرایی متولی دارد و نو اصولگرایی هم پیشتر به احمدی‌نژاد گفته می‌شده و شاید مراد آقای قالیباف نو «نو اصولگرایی» باشد. در این نو «نو اصولگرایی» اما آیا می‌تواند اصولگرایان و نو اصولگرایان را جذب کند.[۵]
- شکوری راد دبیرکل حزب مشارکت شماره ۲ سریعاً نواصولگرایی را اینگونه ترجمه و تفسیر کرد: «نواصولگرایی یعنی جذب حامی و هوادار با هر نوع باور و هر نوع سبک زندگی. یعنی هرشکل و هرجور می‌خواهی باش اما فقط با ما باش و به ما رای بده.»[۶]
- کوهکن، نماینده مجلس شورای اسلامی در خصوص موضوع نواصول‌گرایی معتقد است که اصول‌گرایی و اساساً مجموعه کسانی که به آن پایبندند و همان‌طور که بر همگان روشن است، یک حزب فراگیر نیست.[۷]